# Galeandra graminoides
Galeandra graminoides är en orkidéart som beskrevs av João Barbosa Rodrigues. Galeandra graminoides ingår i släktet Galeandra och familjen orkidéer. Inga underarter finns listade i Catalogue of Life.